# Église Saint-Sulpice de Secqueville-en-Bessin
Pour les articles homonymes, voir Église Saint-Sulpice.
L'église Saint-Sulpice de Secqueville-en-Bessin est un édifice catholique qui se dresse sur la commune française de Secqueville-en-Bessin, dans le département du Calvados, en région Normandie.
L'église est classée aux monuments historiques.

## Localisation
L'église est située sur la commune de Secqueville-en-Bessin, dans le département français du Calvados. La commune ne comporte pas de véritable bourg, l'église, et le cimetière qui l'entoure, se trouve dans le hameau de Guerville situé à l'ouest.

## Historique
L'église dédiée à saint Sulpice dépend de l'église Saint-Étienne de Caen après son achat à douze hommes du village, puis cette possession est disputée par un clerc nommé Herbert qui est débouté par un arrêt de la cour royale de Caen puis par un personnage puissant de Bayeux, Hugues fils d'Ébrehar, qui obtient certains droits viagers. Mais c'est aux religieux de Saint-Étienne de Caen que l'on doit sa remarquable édification dans cette modeste paroisse.
En 1105, le puissant baron voisin de Creully, Robert Fitz Haimon, fils de Hamon le Dentu, partisan d'Henri Ier Beauclerc se réfugie dans le clocher après avoir vainement tenté d’assiéger Bayeux et pris la fuite. Il est assiégé par Robert Courteheuse qui met le feu à la tour, le capture et le ramène à Bayeux. Quelques traces sont à peine visibles sur les piliers de la nef. Cet épisode est relaté par le poète Wace dans le Roman de Rou.
Il est possible que seule la nef soit antérieure à 1105 et que la tour et le transept soient une reconstruction de l'époque d'Henri Ier duc de Normandie de 1106 jusqu'à sa mort en 1135. Des traces de l'abside et des absidioles romanes sont retrouvées au XIXe siècle. Le chœur est rebâti en partie au XVIIe siècle, sans doute à la place d'une construction du XVe siècle dont il ne reste que le chevet plat. C'est une reconstruction caractéristique de Jean de Baillehache, abbé et reconstructeur d'une partie de l'église Saint-Étienne de Caen et qui reproduit à peu près les dispositions de la nef romane. Le fond du croisillon sud du transept et la tour sont restaurés au XIXe siècle par Victor Ruprich-Robert qui respecte les sculptures. Pendant les combats de 1944, la tour suspectée de servir d'observatoire reçoit plusieurs volées d'obus et est restaurée à l'identique.

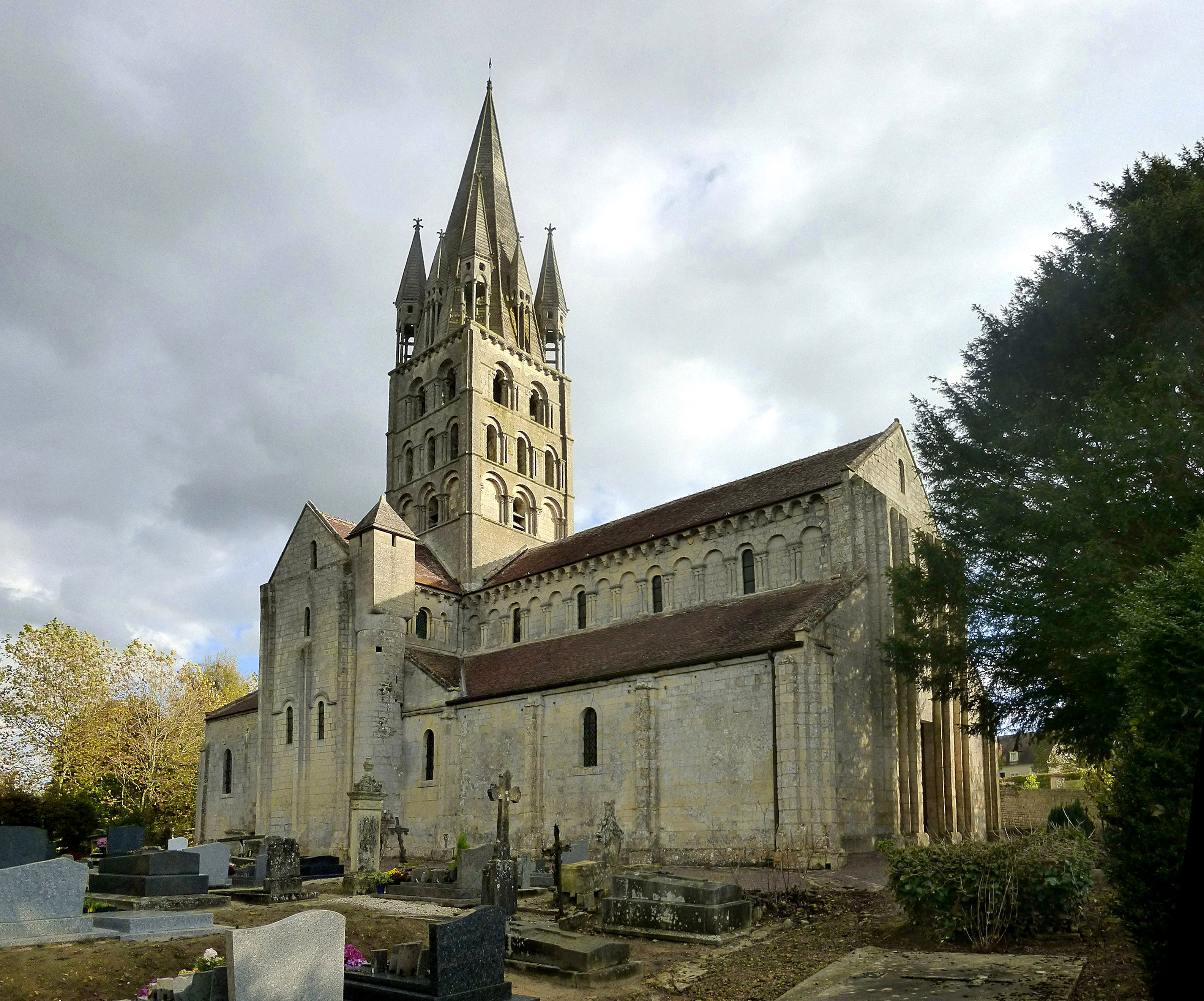
L'église Saint-Sulpice. Vue nord-ouest.
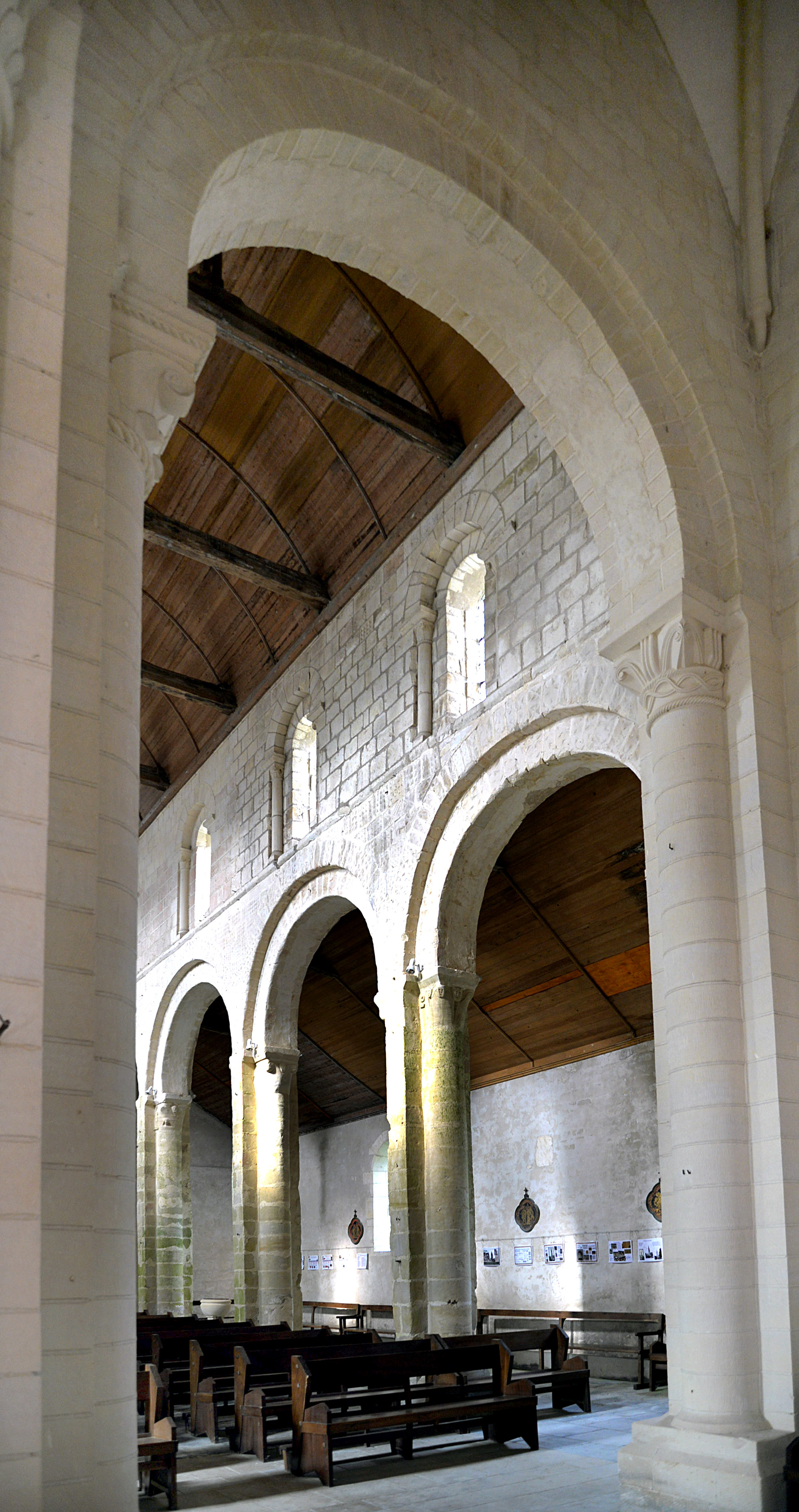
Les arcades nord de la nef de l'église.
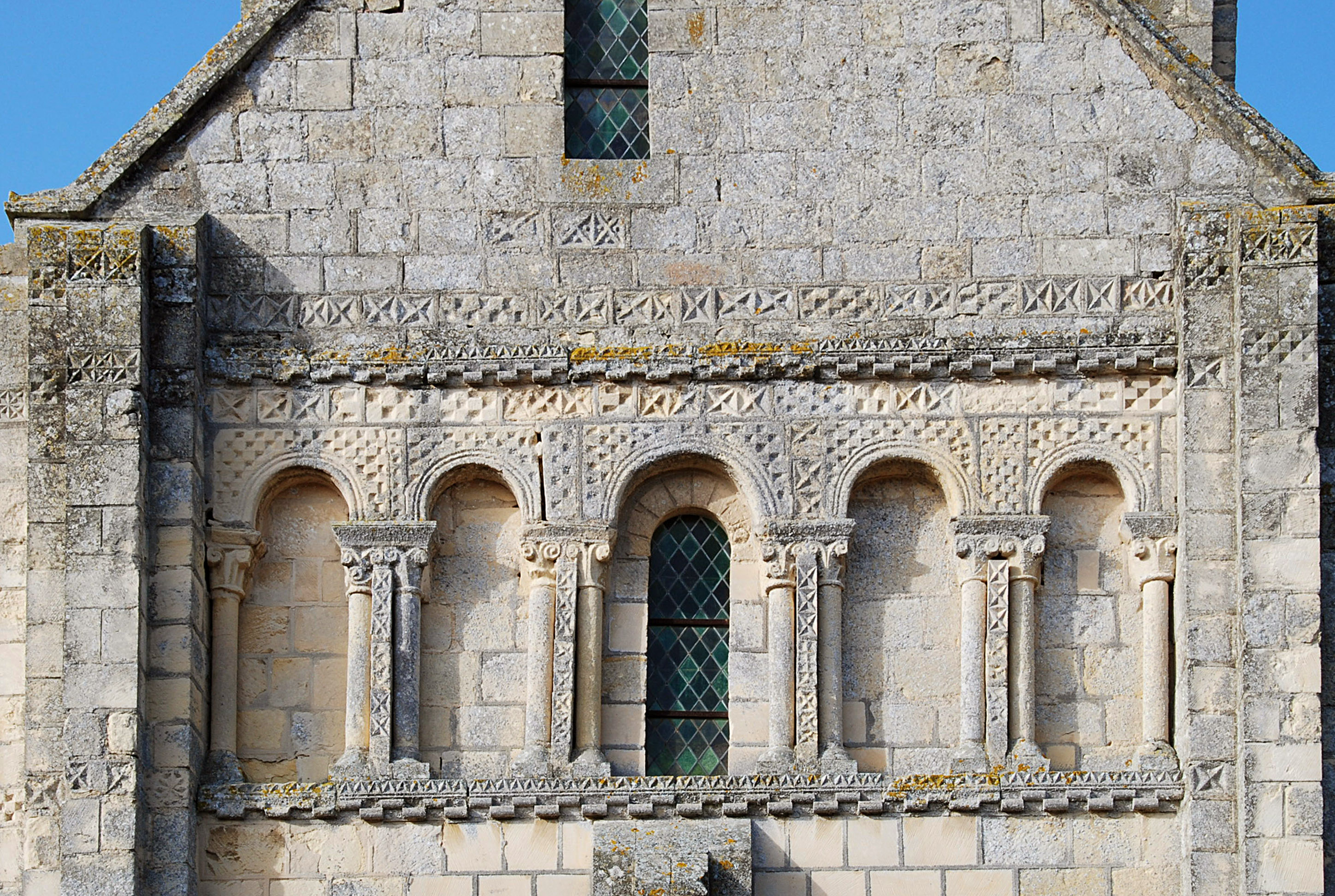
Le bras de transept sud de l'église.
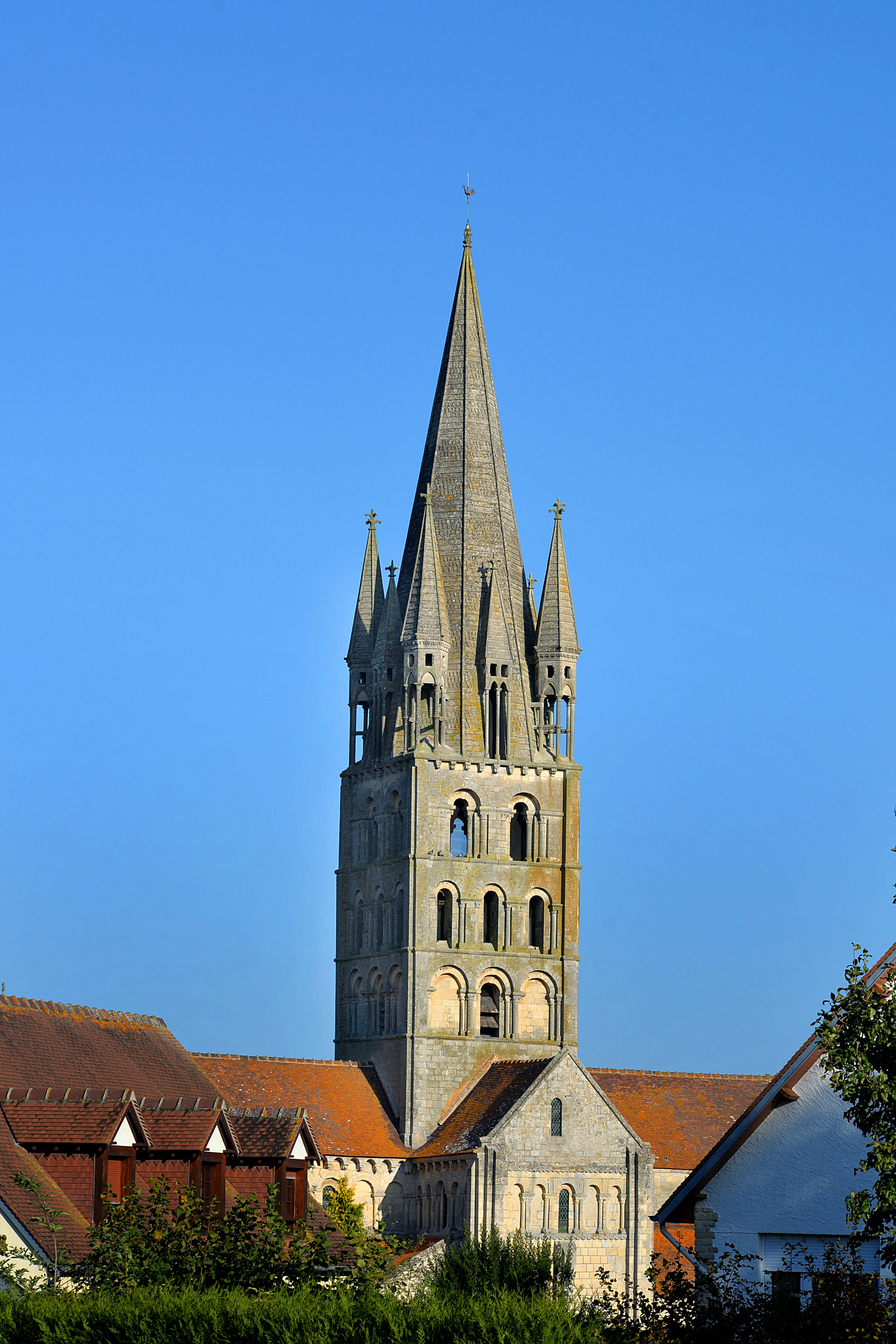
La tour romane de l'église.
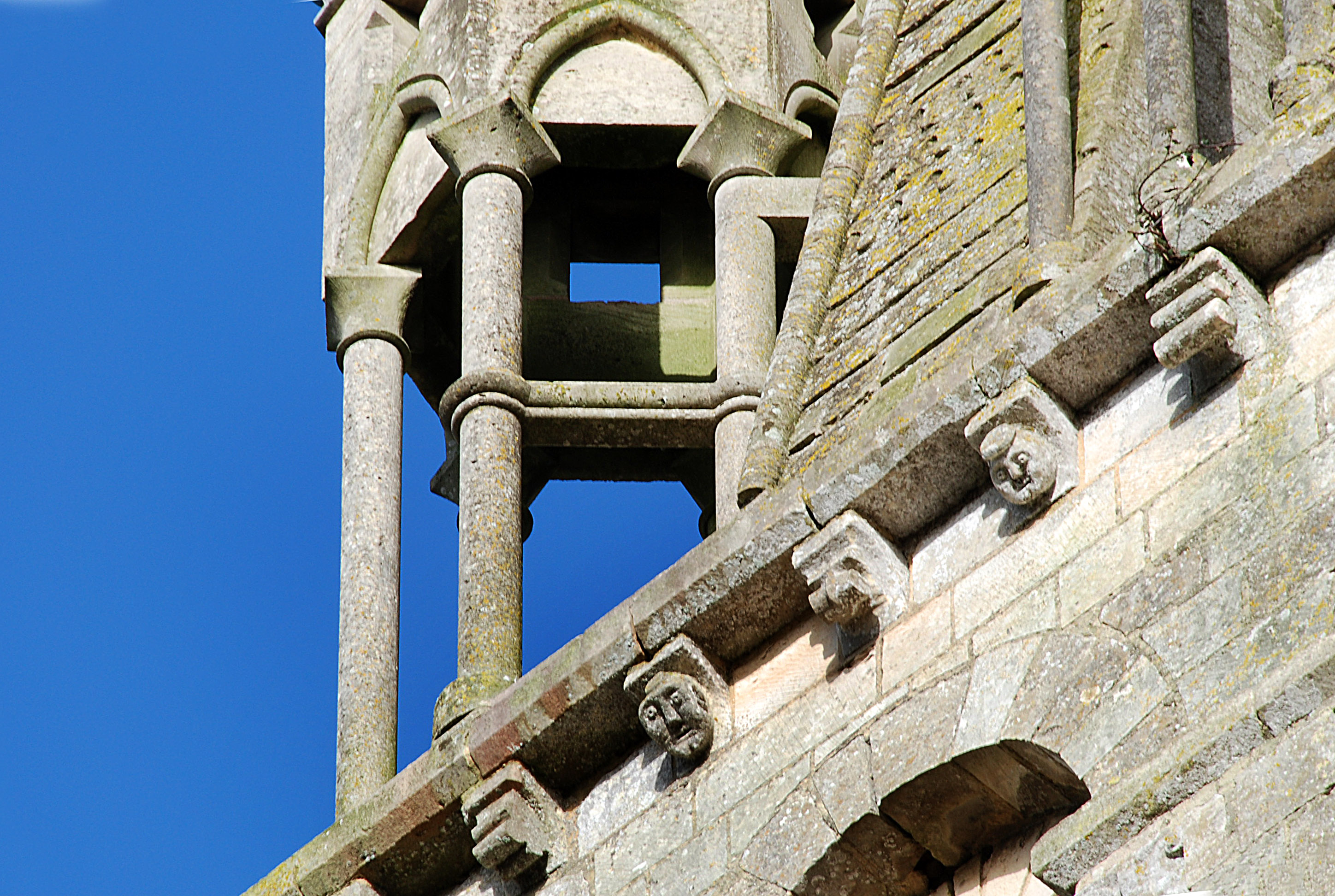
Détails de la base de la flèche de l'église.

## Description

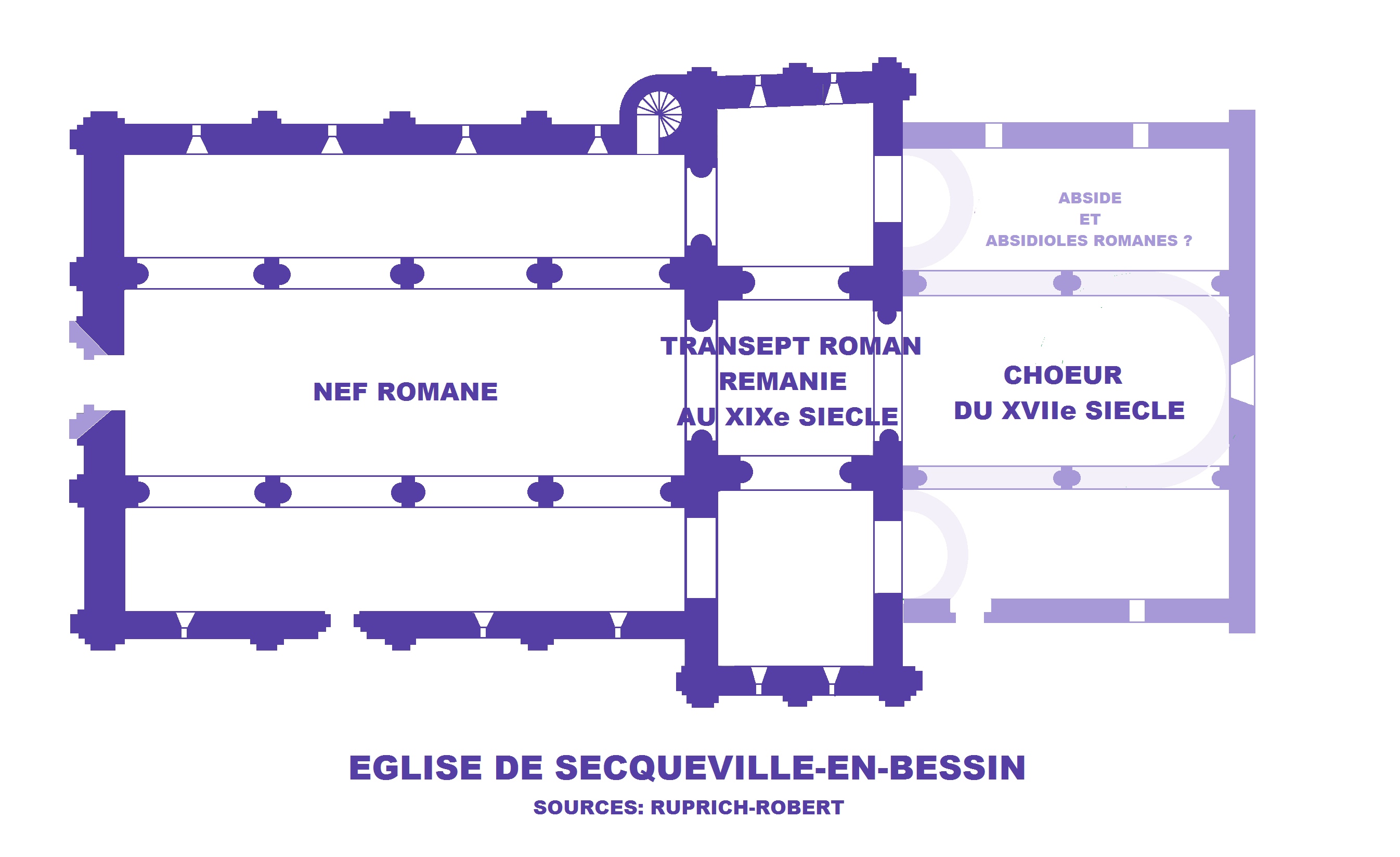
Le plan de l'église.

La construction a des liens forts avec l'église Saint-Étienne de Caen et des apports de la cathédrale de Bayeux. Cette église de campagne édifiée sous la direction de maîtres d'œuvre expérimentés présente une ordonnance monumentale avec une impressionnante tour centrale élevée au sommet d'une petite colline. L'église à quatre travées à collatéraux, un transept saillant et un chœur avec des bas-côtés terminé par un chevet plat. La nef a deux niveaux : grandes arcades et fenêtres hautes, la croisée du transept a quatre arcs. Le clocher domine un bâtiment simple et de peu de hauteur.
Le décor reprend les tendances proches de 1100 avec des motifs géométriques sur les claveaux de la croisée du transept et sur les écoinçons des arcades de la nef. Ce décor bien développé se retrouve dans la nef de la cathédrale de Bayeux, la cathédrale de Rochester et la cathédrale de Canterbury. C'est une reproduction ou une innovation de l'ancien chœur roman de l'église Saint-Étienne de Caen. Les murs gouttereaux de la nef et du transept sont ornés d'arcatures avec un principe d'alternance venant de Saint-Étienne de Caen. La tour a reçu au XIIe siècle un clocher que l'on peut lier au clocher nord de Saint-Étienne de Caen.
Les chapiteaux à la retombée des grands arcs du côté Nord sont très plats, particulièrement archaïques et appartiennent certainement au XIe siècle. Trois d'entre eux présentent des essais de figures humaines avec des traces de polychromie. Ceux du Sud sont plus rigoureux et de meilleure qualité. À la deuxième travée, des personnages debout se font face avec des oiseaux aux ailes déployées. Les chapiteaux des deux derniers piliers Sud rappellent ceux de la crypte de Bayeux et de la cathédrale de Canterbury. Le décor à faible relief est dominé par un semi de triangles et d'étoiles.
À l'extérieur, la partie sud tournée vers le village est très décorée. Au dessus du toit du collatéral courent des arcatures supportées par des colonnes géminées qui rappellent celles de Saint-Étienne de Caen. Sur le croisillon Sud du transept, ce même décor est poussé à l'extrême. La tour a trois étages carrés qui donne une impression de rigueur et de sérénité. Une corniche à modillons supporte la flèche à huit pans du XIIIe siècle.
Les quatre clochetons qui garnissaient les angles ont disparu après la réparation des dégâts dus à l'orage du 16 juin 1610. Ils ont été reconstruits lors des réparations de la flèche après la seconde guerre mondiale.
L'église de Secqueville-en-Bessin est un monument exceptionnel dans une commune rurale. Les solutions architecturales sont celles de grands sanctuaires, abbatiales et cathédrales. Cette église a quelque chose d'un exercice de virtuosité et a peut-être une position d'avant-garde.

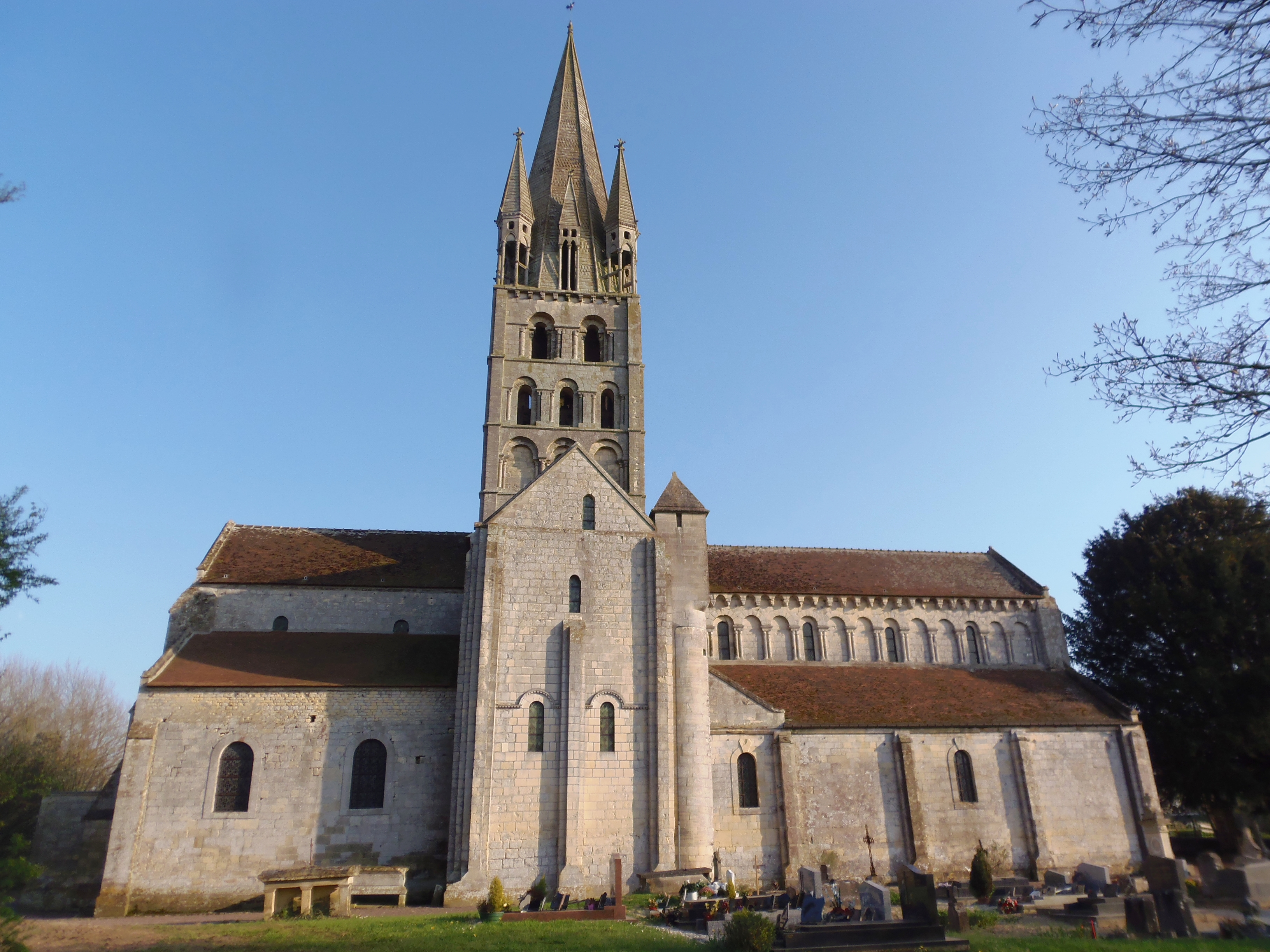
La façade nord.
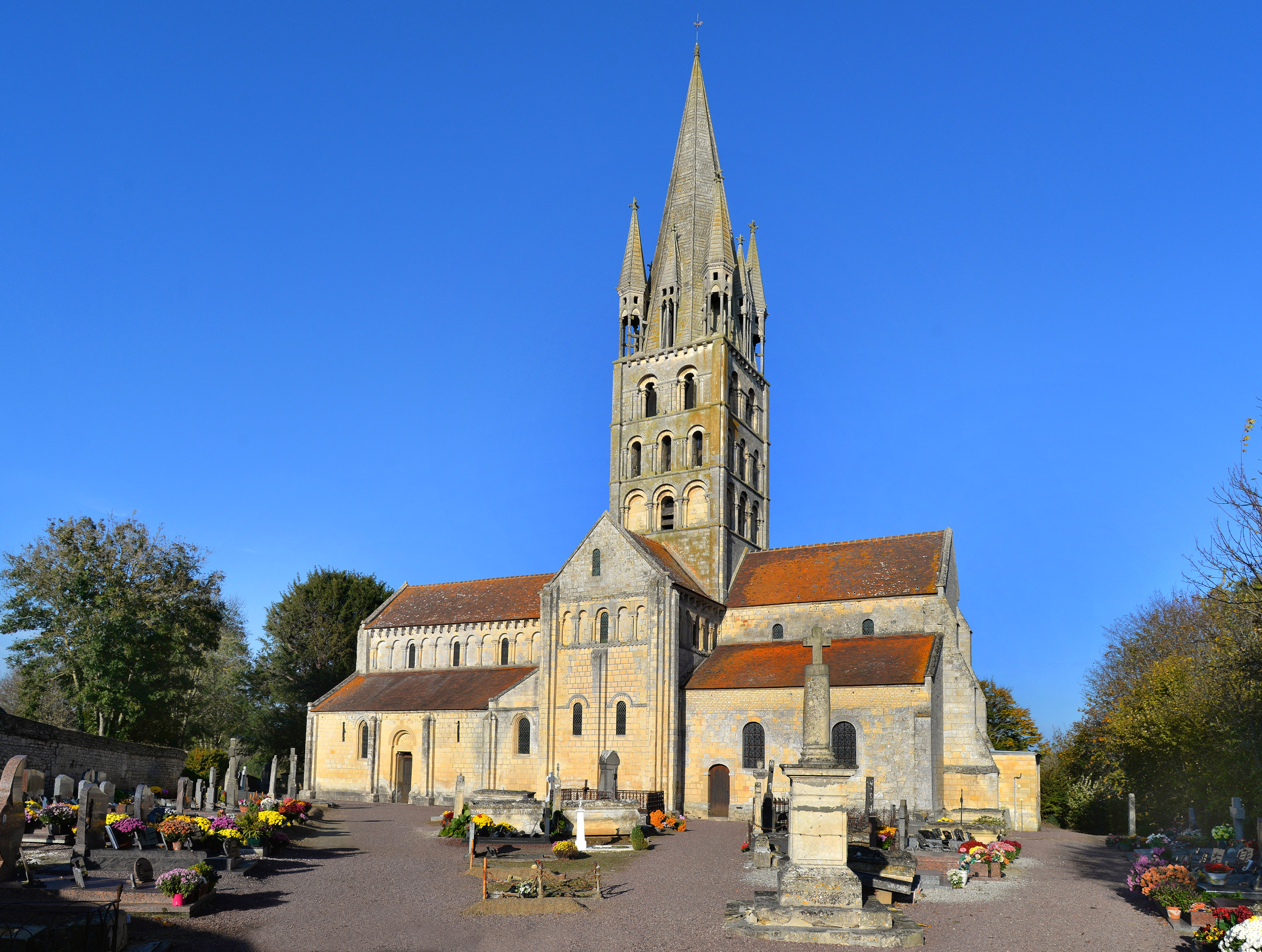
La façade sud.
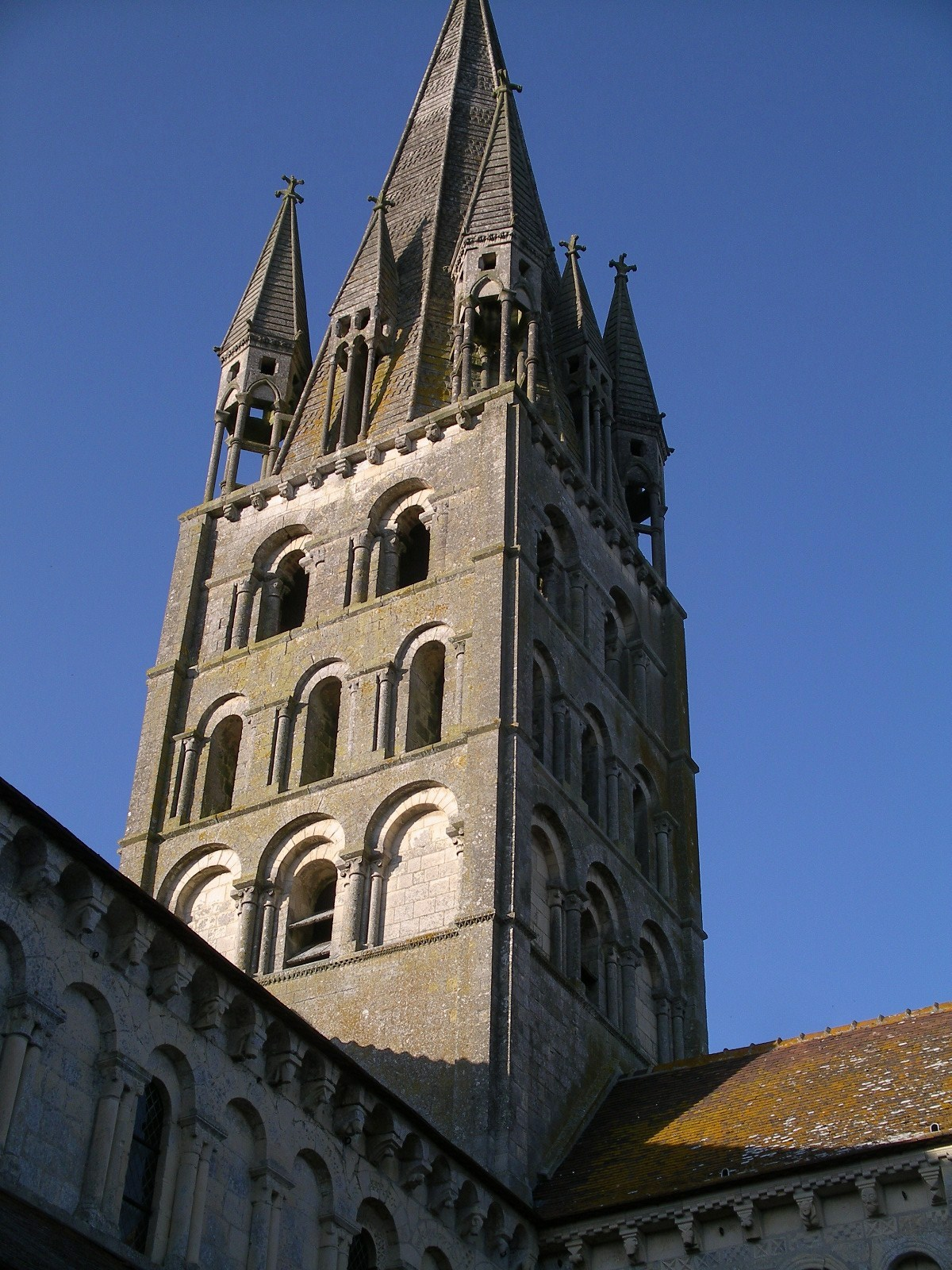
La tour romane.
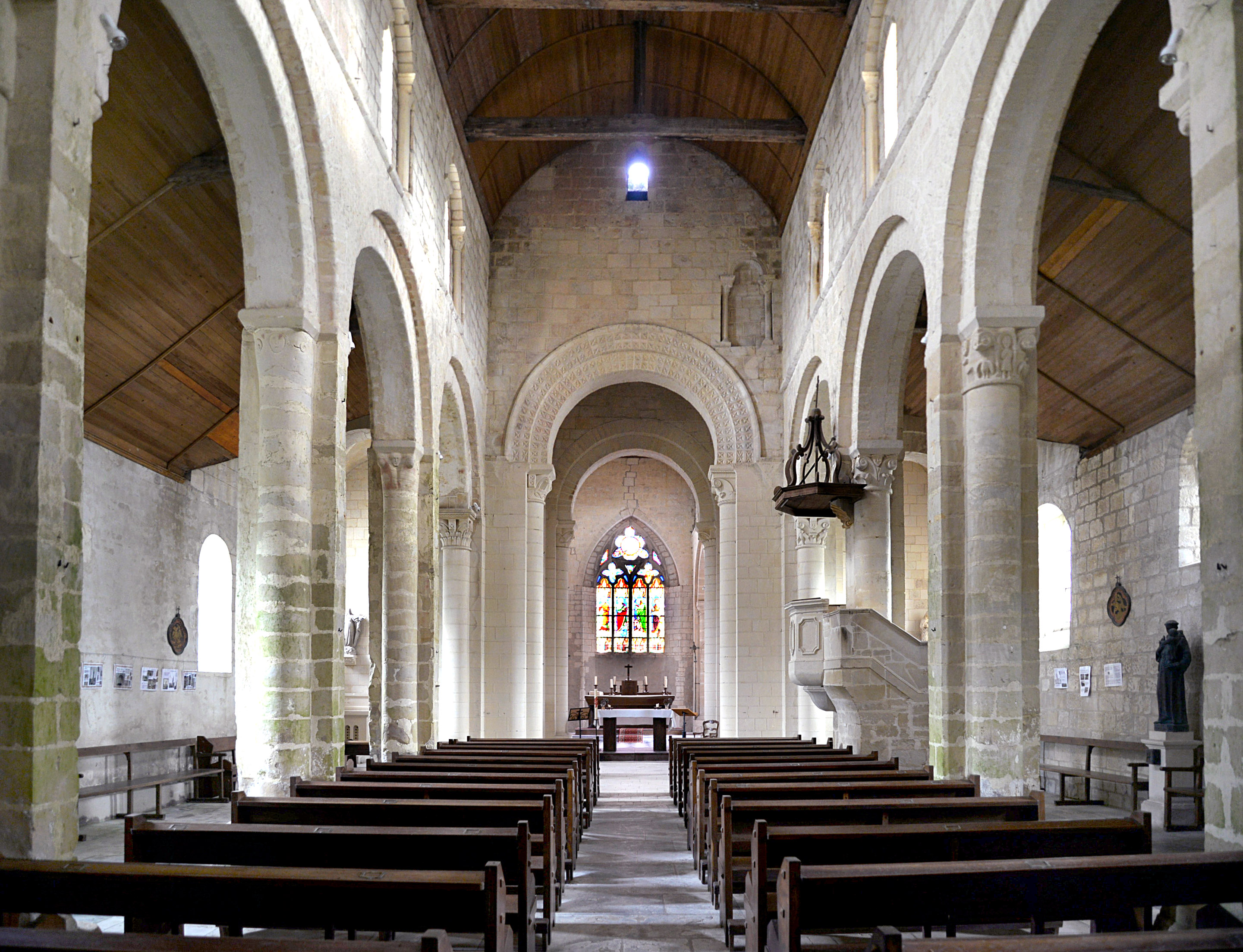
La nef de l'église.
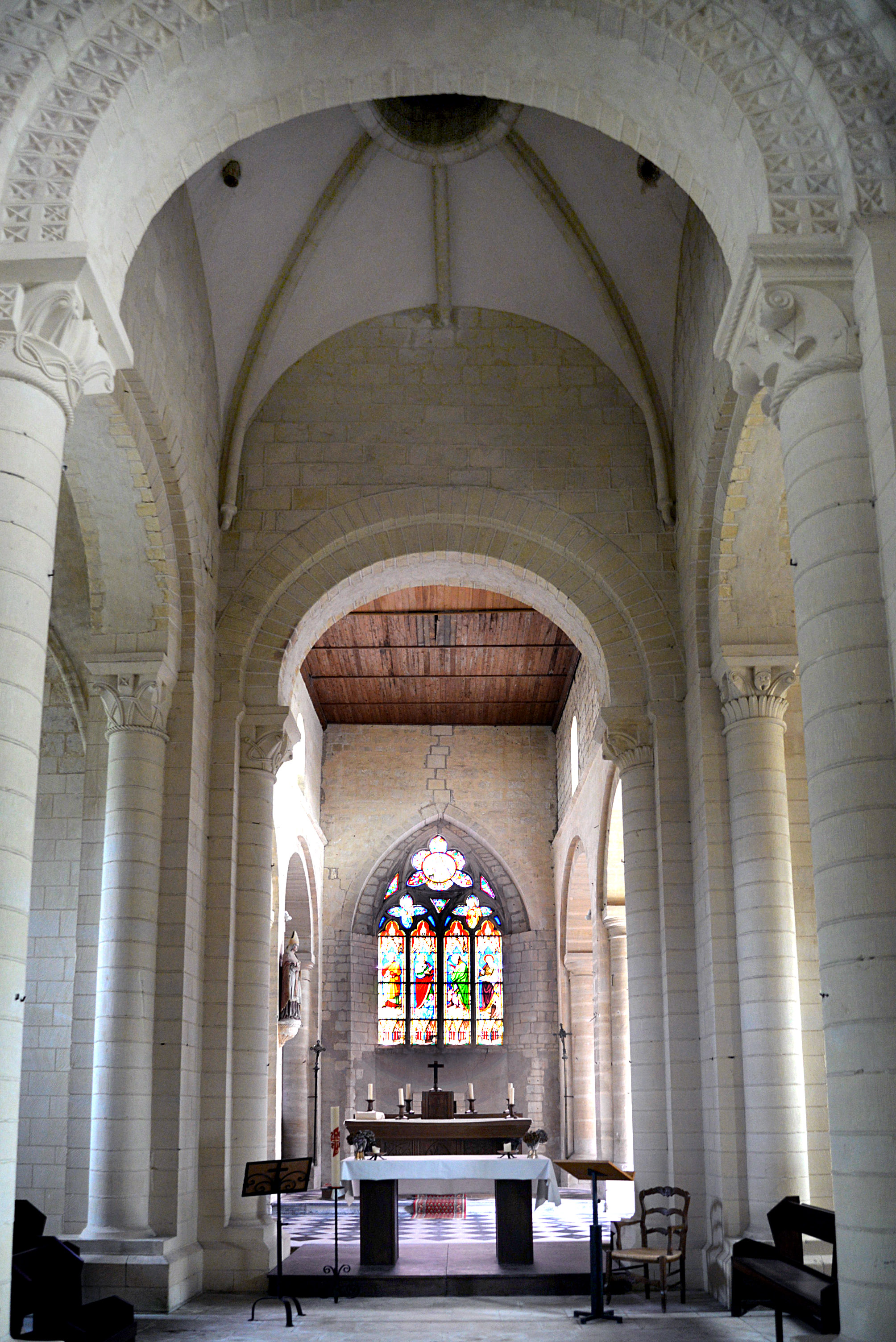
La croisée de transept et le chœur de l'église.
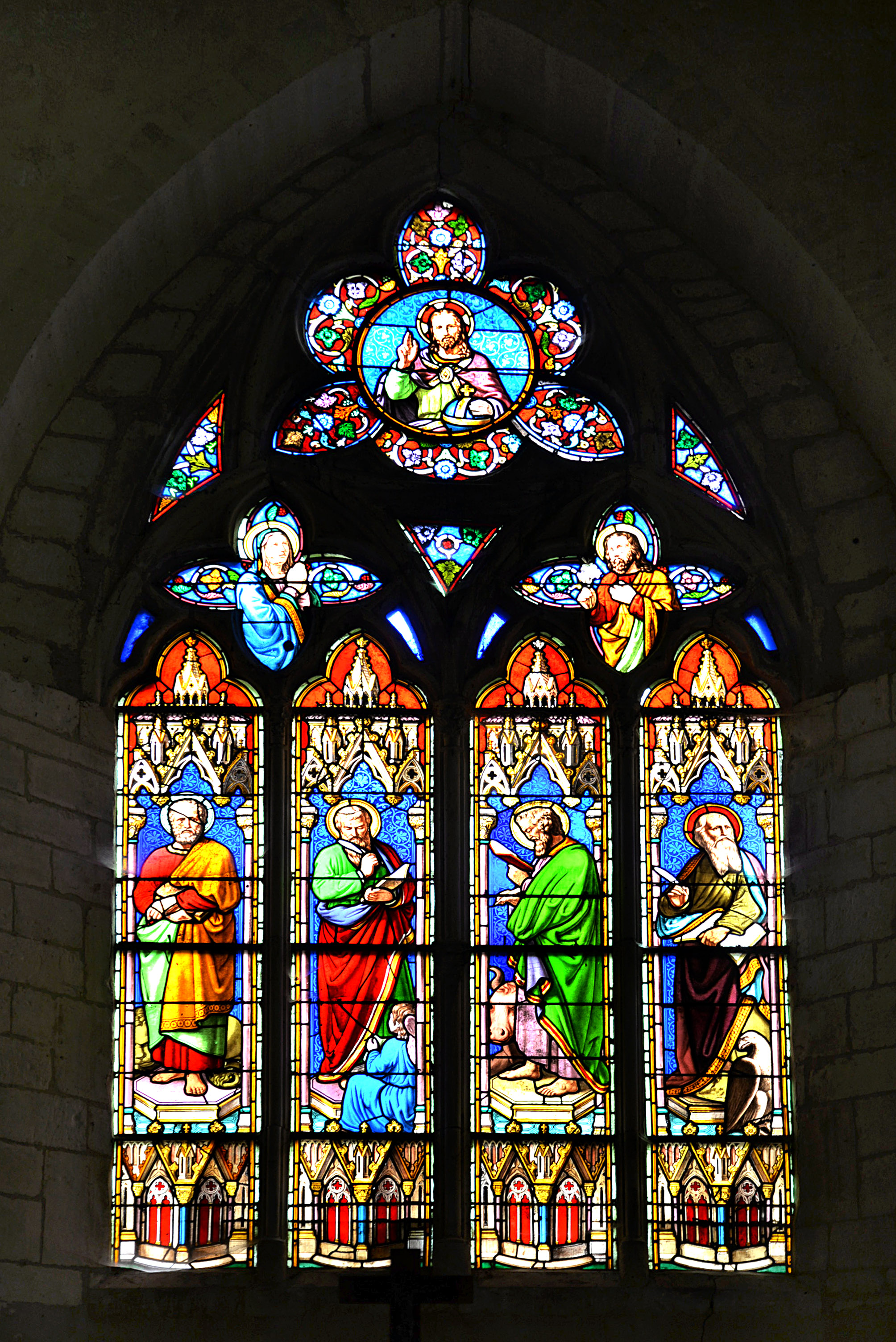
La verrière du chevet représentant les 4 évangélistes.
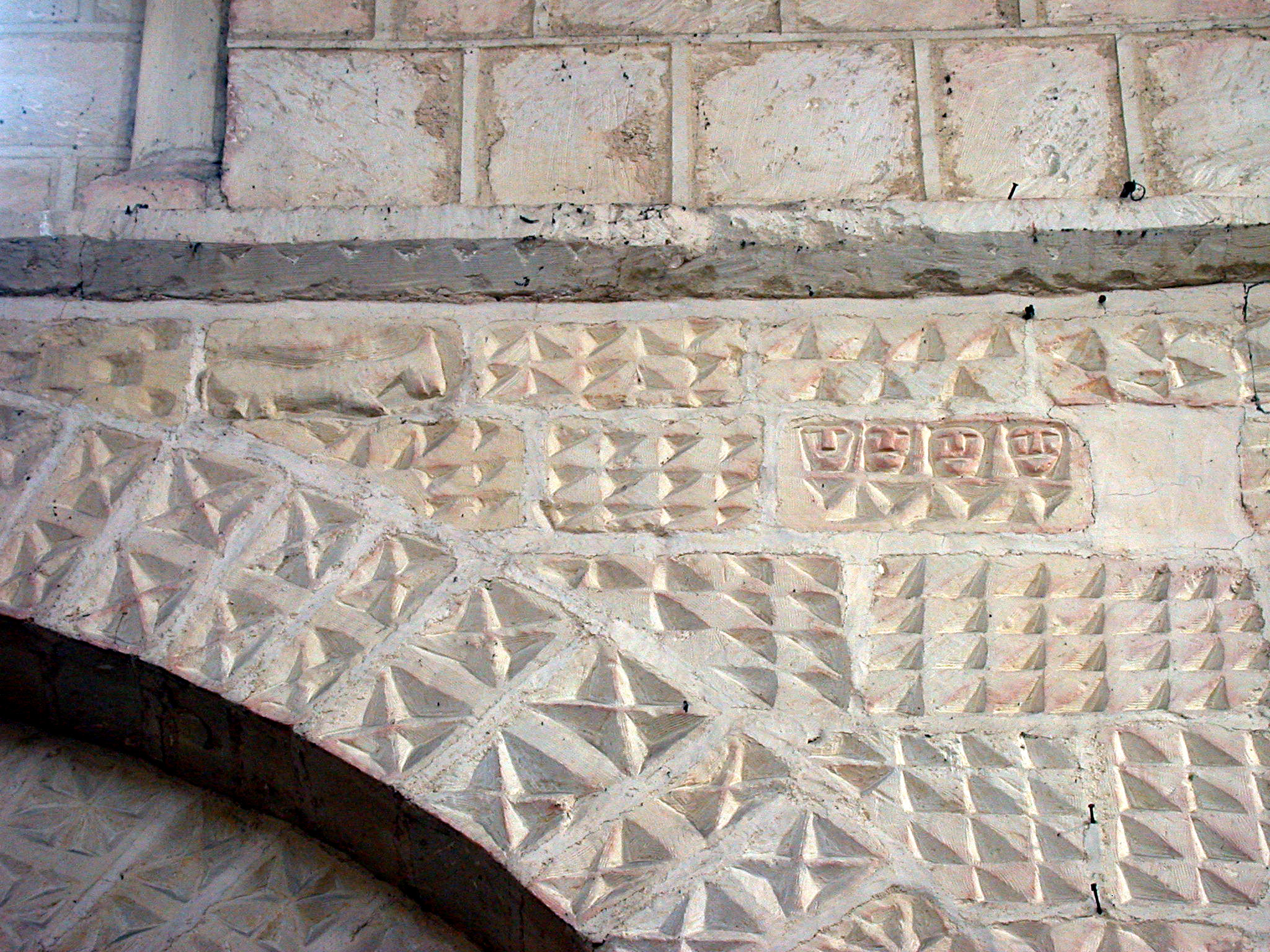
Motifs géométriques sur les écoinçons des arcades de la nef.
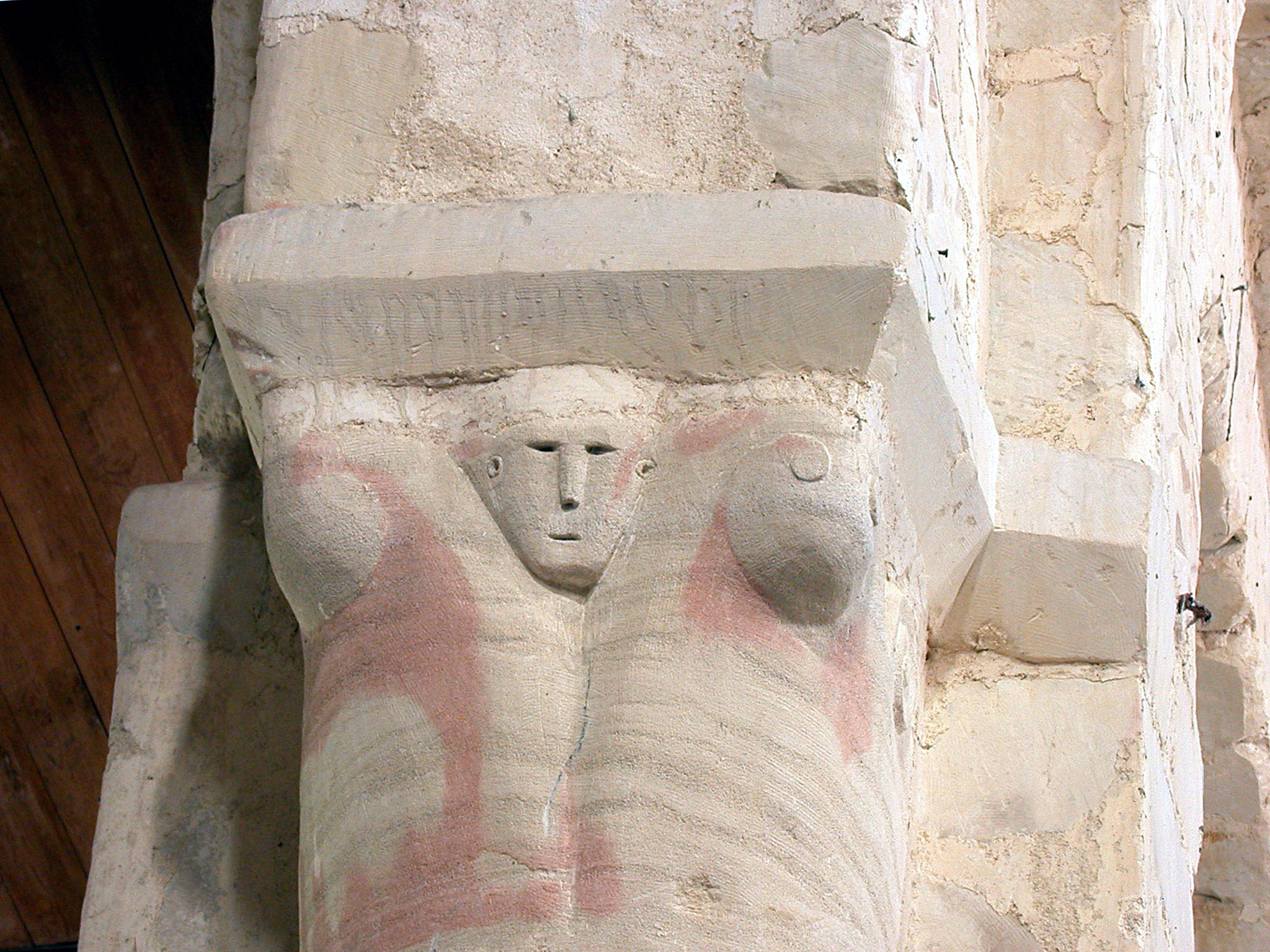
Chapiteau plat d'un pilier nord de l'église.
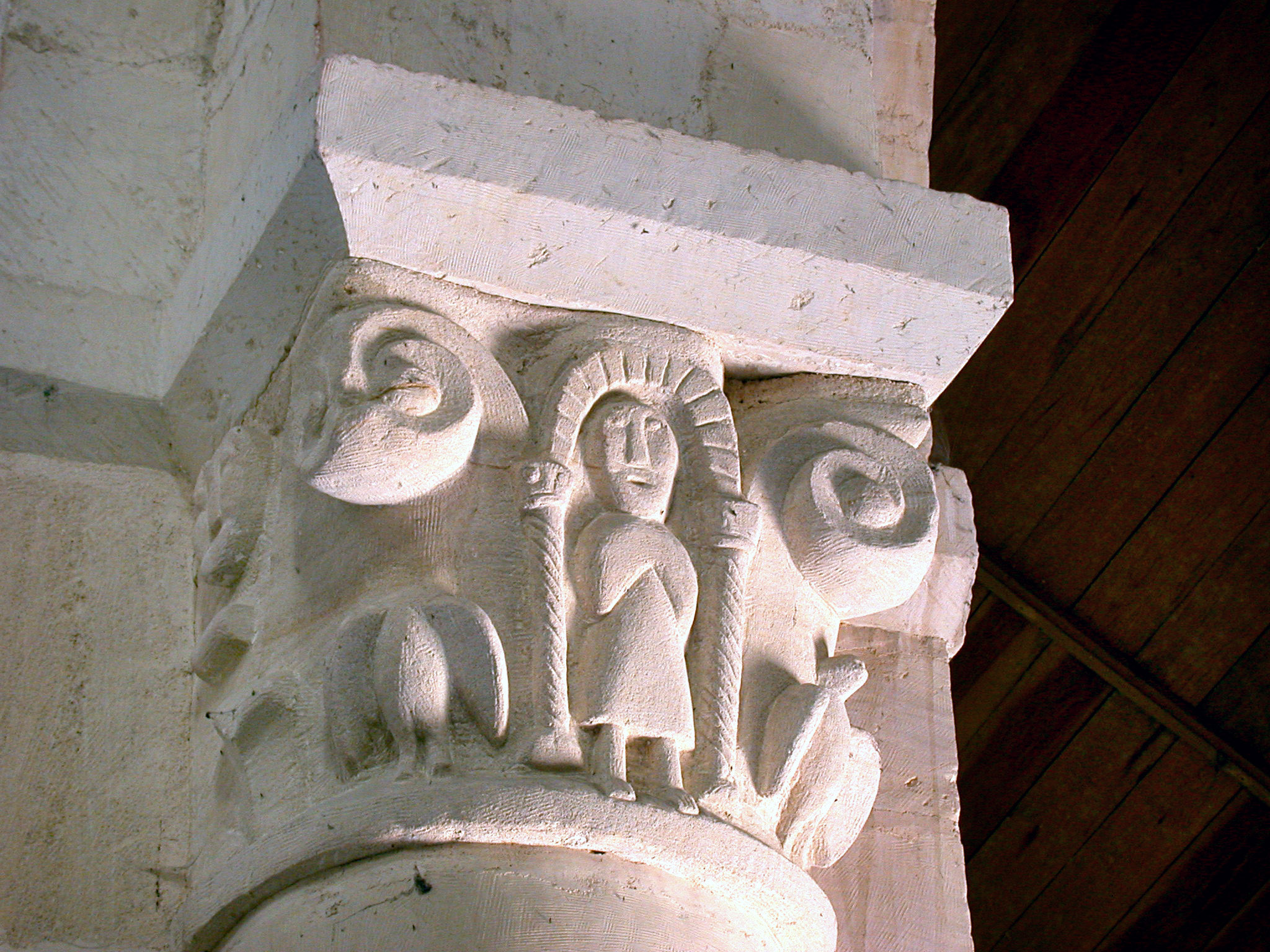
Chapiteau d'un pilier sud.

## Mobilier
Cinq éléments sont inscrits au titre d'objets en 1977 :
- Chaire à prêcher (1er quart XVIIIe siècle).
- Statue de Saint-Sulpice évêque en pierre taillée (XVIIe siècle ou XVIIIe siècle).
- Statue Christ en croix (XVIIe siècle ou XVIIIe siècle).
- Tableau Visitation (XVIIe siècle ou XVIIIe siècle).
- Tableau Saint-Charles Borromée (XVIIe siècle ou XVIIIe siècle).

Un chapier installé dans le collatéral nord du chœur. On peut penser que la sacristie était trop petite pour le recevoir.

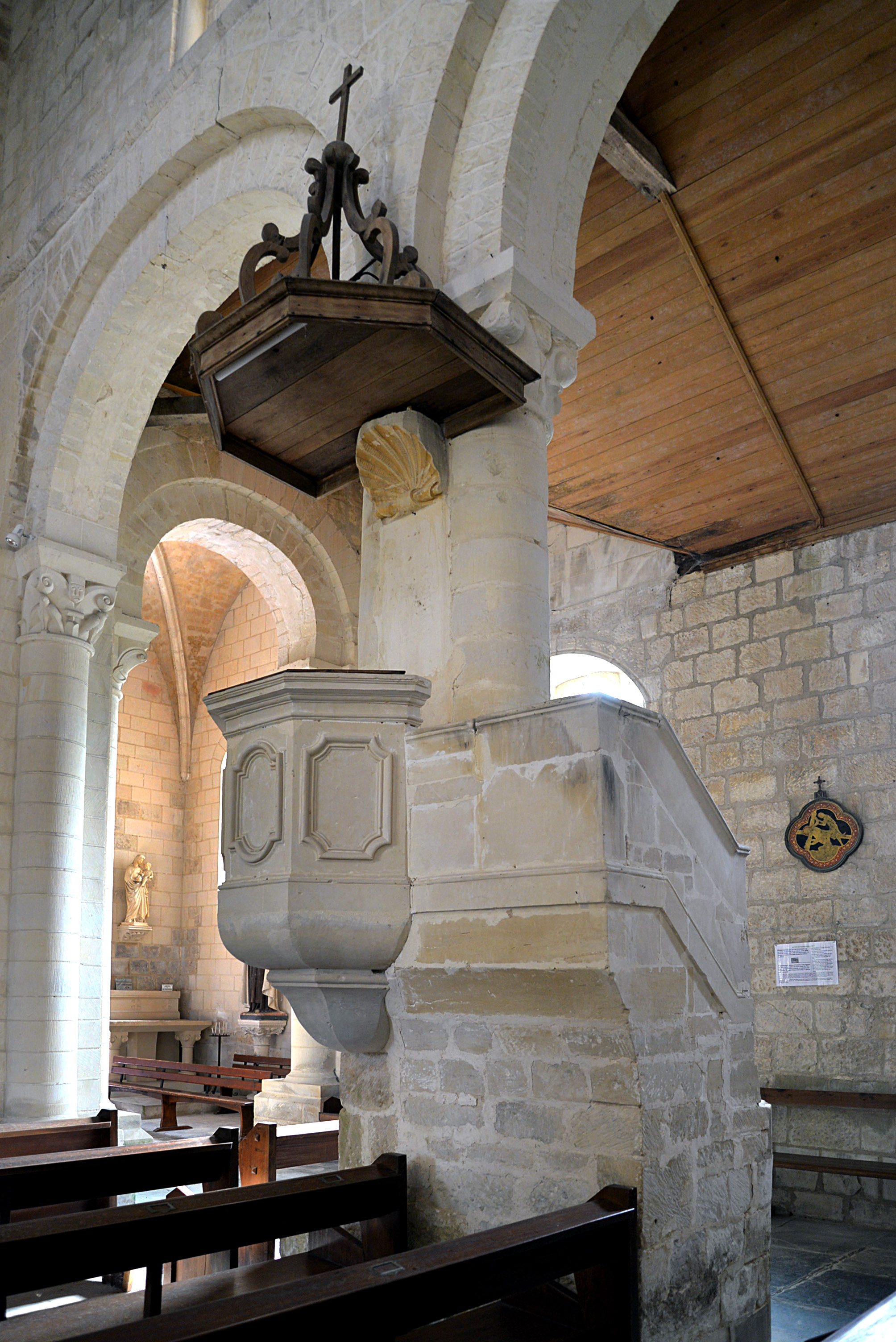
La chaire à prêcher.
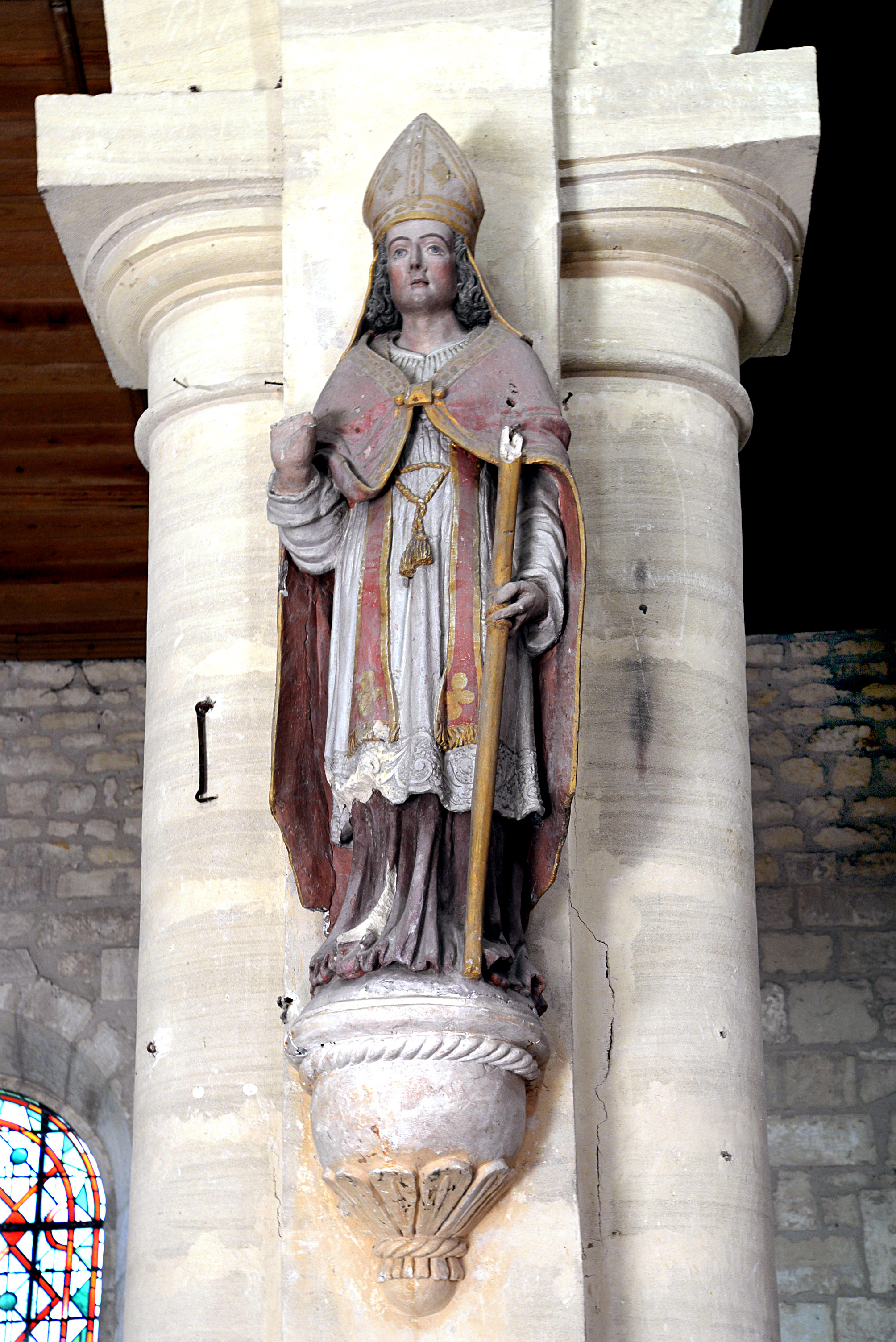
Statue de Saint-Sulpice, Évêque.
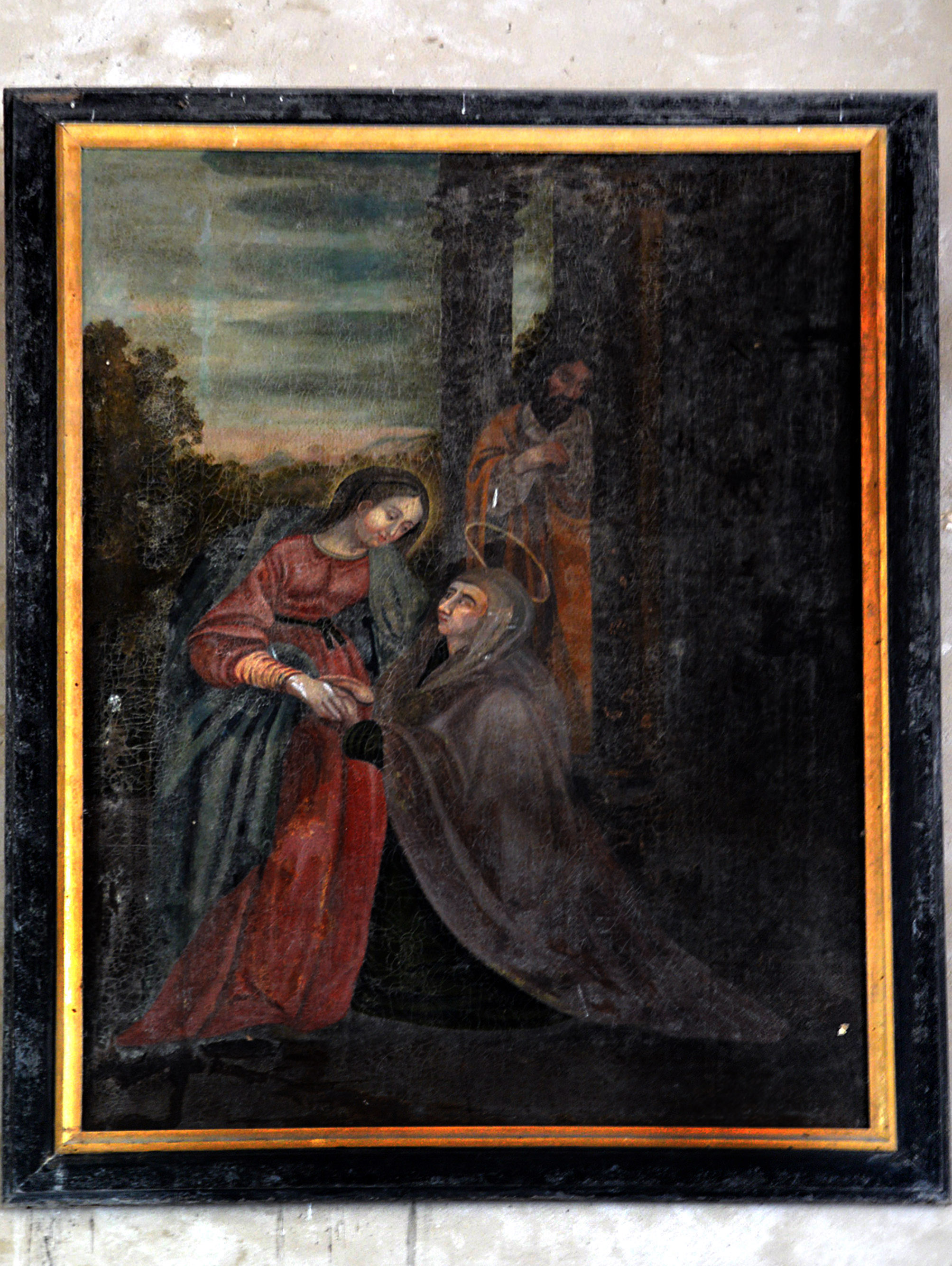
Tableau, La visitation.
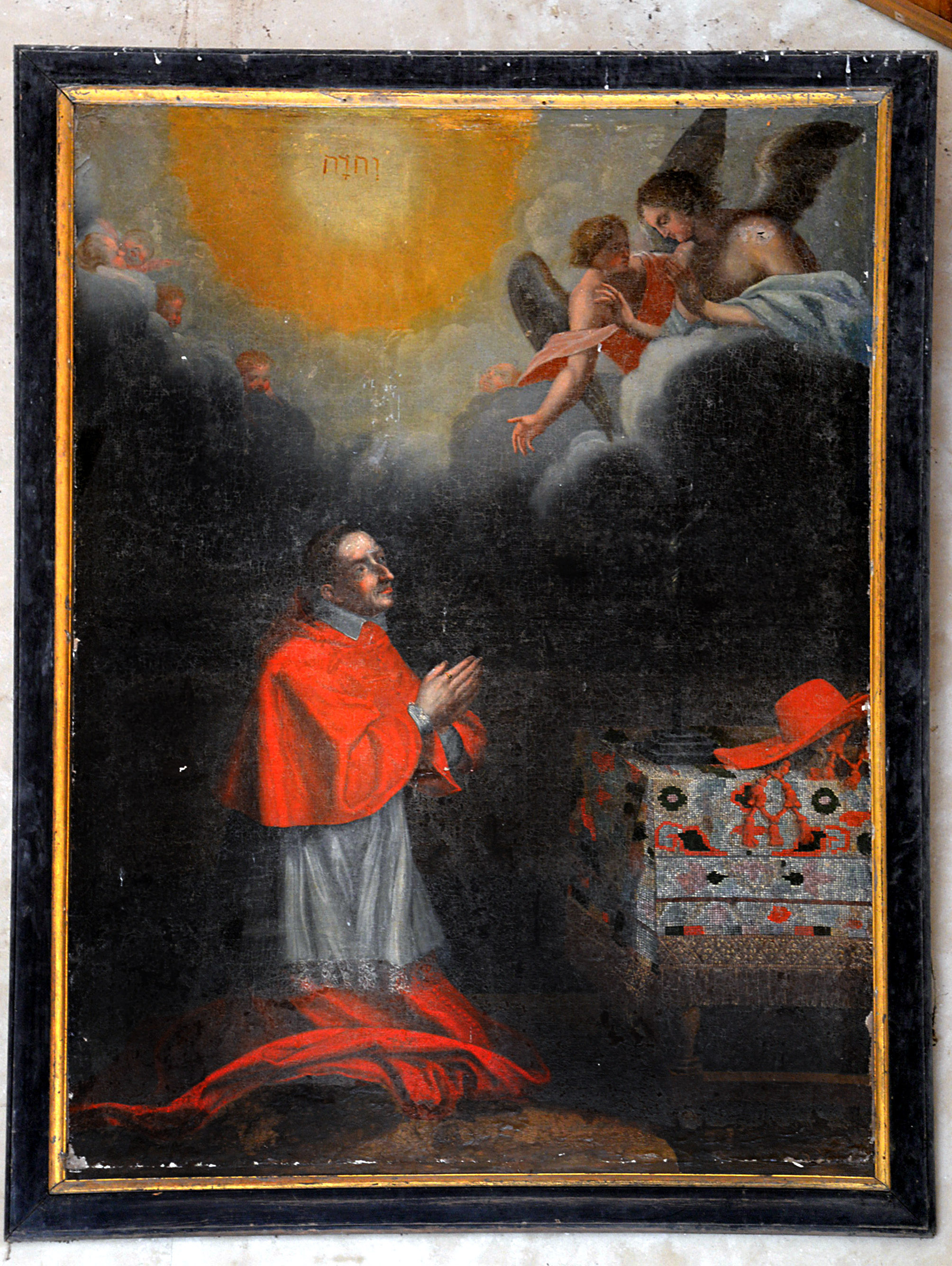
Tableau Saint-Charles Borromée.
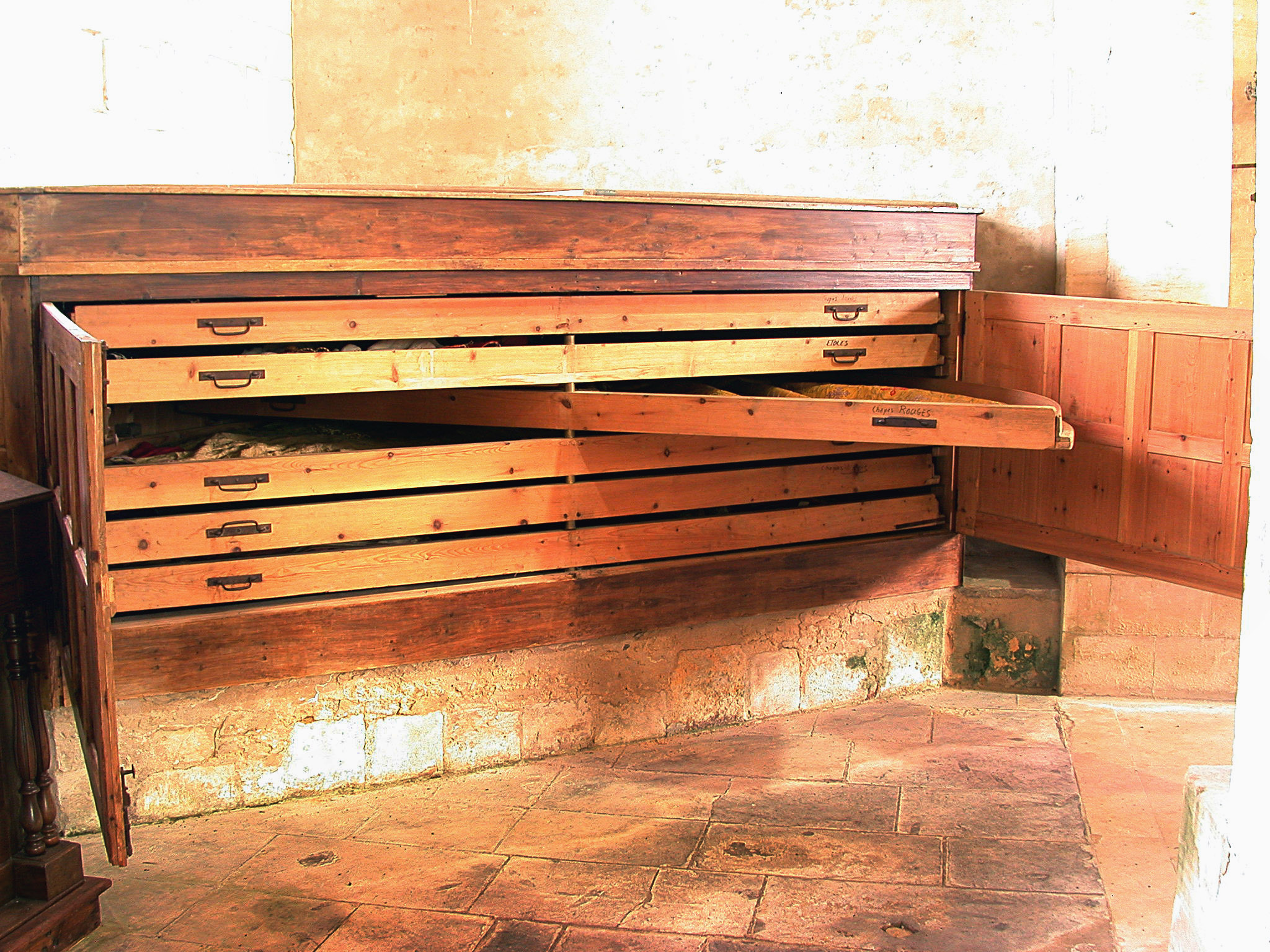
Le chapier tournant dans le collatéral nord du chœur.

### Dimension
Longueur : 33 m, largeur : 14,50 m, longueur du transept : 17,50 m, largeur intérieure de la nef : 6,30 m, profondeur du chœur : 9,50 m.

## Protection aux monuments historiques
L'église est classée au titre des monuments historiques par liste de 1840.